# Labrosse

Labrosse este o comună în departamentul Loiret din centrul Franței. În 1 ianuarie 2018 avea o populație de 97 de locuitori.